# Callyna semivitta
Callyna semivitta är en fjärilsart som beskrevs av Moore 1882. Callyna semivitta ingår i släktet Callyna och familjen nattflyn. Inga underarter finns listade i Catalogue of Life.

## Bildgalleri

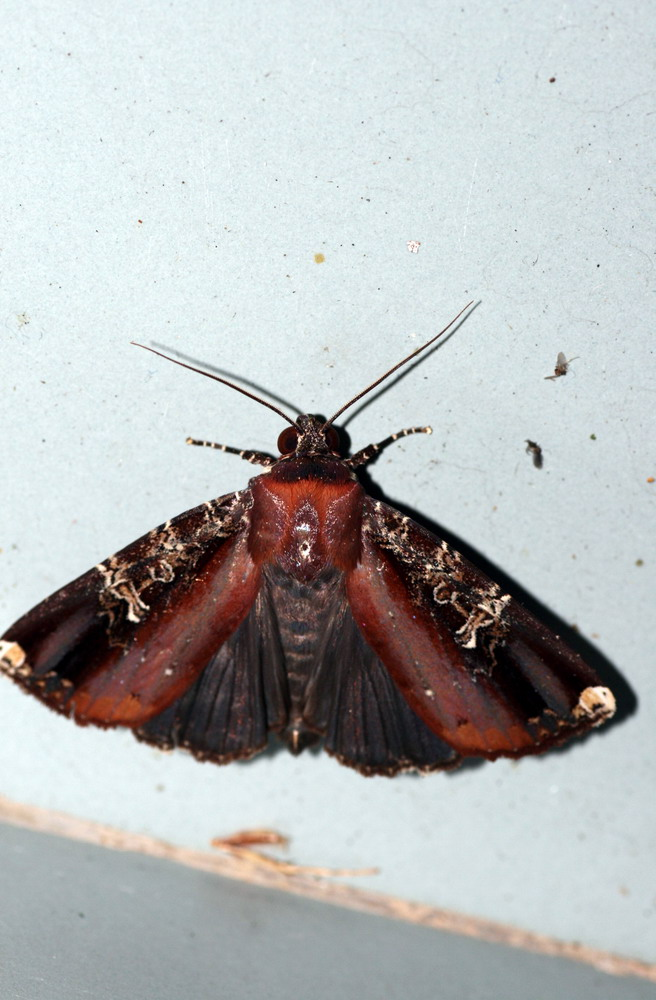